# Drunken Lullabies
Drunken Lullabies – drugi album studyjny grupy Flogging Molly, wydany 19 marca 2002 roku.

## Spis utworów
1. "Drunken Lullabies"  – 3:50
2. "What's Left of the Flag"  – 3:38
3. "May the Living Be Dead (In Our Wake)"  – 3:50
4. "If I Ever Leave This World Alive"  – 3:21
5. "The Kilburn High Road"  – 3:43
6. "Rebels of the Sacred Heart"  – 5:11
7. "Swagger"  – 2:05
8. "Cruel Mistress"  – 2:57
9. "Death Valley Queen"  – 4:18
10. "Another Bag of Bricks"  – 3:45
11. "The Rare Ould Times"  – 4:06
12. "The Son Never Shines (On Closed Doors)"  – 4:24